# Nore Sundberg
Lars Nore Sundberg, född den 2 juni 1927 i Karlsborgs församling, Skaraborgs län, död den 6 februari 2014 i Gustavsberg-Ingarö församling, Stockholms län, var en svensk ekonom och ämbetsman.
Sundberg avlade civilekonomexamen vid Handelshögskolan i Stockholm 1956. Han var anställd vid AB Industribyråns organisationsavdelning 1956–1959, vid Kooperativa förbundet 1960–1962, vid Sveriges Mekanförbund 1963–1967 och vid Maynard Corporation 1968–1969. Han var departementsråd vid Industridepartementet 1970–1985, och generaldirektör och chef för Statens Industriverk 1985–1990 och för Nutek 1991–1992. Vidare var han styrelseledamot i Norrbottens Järnverk AB 1970–1976, i Statsföretag 1970–1985, i Svenska Varv 1977–1985, i Karlskronavarvet 1975–1985, i Calor-Celsius 1979–1985, i Stiftelsen småföretagsfonden 1987–1992 och i Kockums, samt ordförande för Institutet för företagsutveckling. Sundberg är begraven på Alnö nya kyrkogård.